# Kanton Rouillac
Kanton Rouillac (fr. Canton de Rouillac) je francouzský kanton v departementu Charente v regionu Poitou-Charentes. Skládá se ze 16 obcí.

## Obce kantonu
- Anville
- Auge-Saint-Médard
- Bignac
- Bonneville
- Courbillac
- Genac
- Gourville
- Marcillac-Lanville
- Mareuil
- Mons
- Montigné
- Plaizac
- Rouillac
- Saint-Cybardeaux
- Sonneville
- Vaux-Rouillac